# Stenoptilodes umbrigeralis
Stenoptilodes umbrigeralis là một loài bướm đêm thuộc họ Pterophoridae. Nó được tìm thấy ở Ecuador và Peru.
Sải cánh dài khoảng 22 mm. Con trưởng thành bay vào tháng 7.